# Iers constitutioneel referendum 2008
Het Iers constitutioneel referendum 2008 op 12 juni 2008 ging over een wetsvoorstel om het verdrag van Lissabon te ratificeren. Het betreft een amendement op de Ierse grondwet die het mogelijk moet maken om het Verdrag van Lissabon mogelijk te maken per 1 januari 2009. De Ierse wet schrijft voor dat verandering van de grondwet enkel plaats kan per referendum.

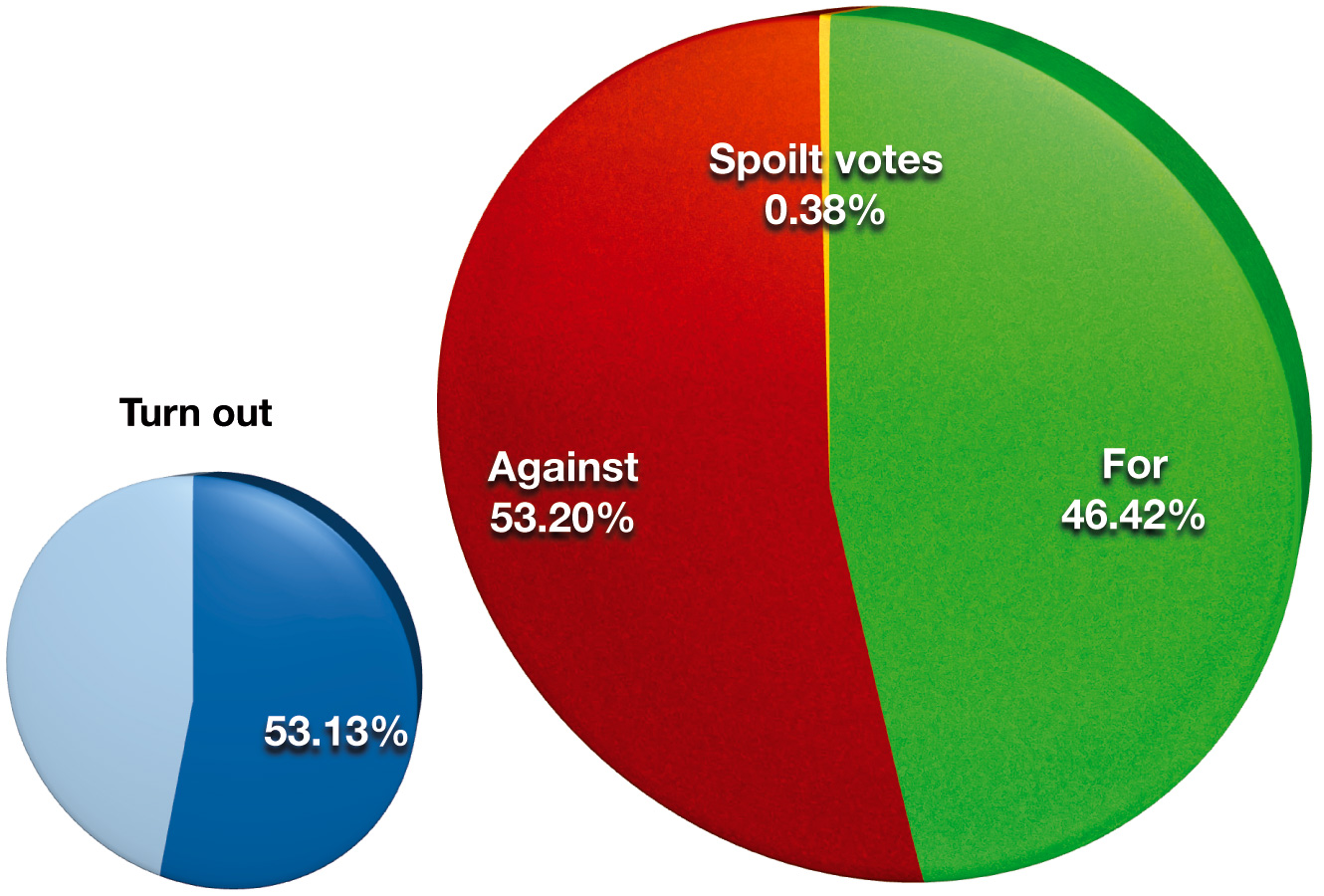
Uitslag en opkomst van het referendum.

## Uitslag
Uiteindelijk heeft meer dan 53% van de stemmers tegen het verdrag gestemd.
| Kiesgerechtigden | Ongeldige of blanco stemmen | Opkomst (%)       | Voor (%)        | Tegen (%)       |
| ---------------- | --------------------------- | ----------------- | --------------- | --------------- |
| 3.051.278        | 6.171                       | 1.621.037 (53,1%) | 752.451 (46,6%) | 862.415 (53,4%) |